# ヴウォツワヴェク

街の位置

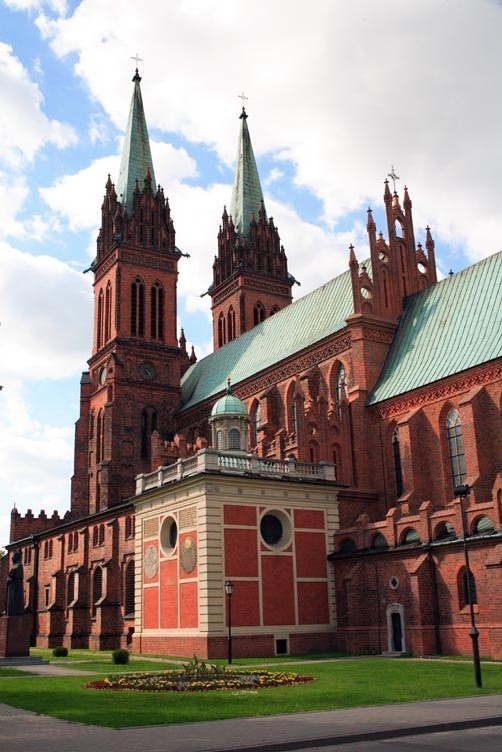
街の教会

ヴウォツワヴェク（Włocławek ポーランド語: [vwɔˈt͡swavɛk] ( 音声ファイル); ドイツ語: Leslau）は、ポーランドの都市。クヤヴィ＝ポモージェ県に属する。人口は約10万7千人。

## 地理
ポーランド中部に位置しており、街をヴィスワ川が流れる。近隣の都市としては、約140キロ南東のワルシャワ、50キロ北西のトルン、90キロ北西のブィドゴシュチュなどが挙げられる。

## 歴史
13世紀後半に都市特権を得た。14世紀から15世紀にかけて、たびたびドイツ騎士団の攻撃を受けて街は荒廃した。その後、ヴィスワ川を用いた交易などを通じて栄えたが、17世紀半ば、スウェーデン軍の攻撃によって再び荒廃した。第二次ポーランド分割によってプロイセン領になったが、ナポレオンによって建てられたワルシャワ公国の支配を経て、ロシア皇帝を君主とするポーランド立憲王国に属した。第一次世界大戦後はポーランド領となるが、第二次世界大戦中はドイツの占領下におかれた。

## 主な出身者
- シモン・ゴールドベルク（音楽家）
- タデウシュ・ライヒスタイン（ノーベル生理学・医学賞）
- マルツェル・ライヒ＝ラニツキ（文芸評論家）

## スポーツ
- アンヴィル・ヴウォツワヴェク - バスケットボールクラブ
- ヴウォツワヴィア・ヴウォツワヴェク - サッカークラブ
- クヤヴィアク・ヴウォツワヴェク - サッカークラブ

## 姉妹都市
- マヒリョフ[3]、ベラルーシ
- ベッドフォード[3]、イギリス
- イズマイール[3]、ウクライナ
- サン＝タヴォルド[3]、フランス